# 尼羅河瘦波魚
尼羅河瘦波魚（学名：Leptocypris niloticus）为輻鰭魚綱鯉形目鲤科的其中一種，分布於非洲尼羅河、查德湖、尼日河等流域，體長可達9.5公分，棲息在底層水域。

## 扩展阅读
維基物種上的相關：[[Wikispecies:Leptocypris niloticus|]]